# Bitwa pod Møn
Bitwa pod Møn – starcie zbrojne, które miało miejsce w dniach 31 maja – 1 czerwca 1677 roku, podczas wojny skańskiej. Zdecydowane zwycięstwo floty duńskiej adm. Juela nad eskadrą szwedzką adm. Sjöblada.

## Przed bitwą
Szwedzi, chcąc rozstrzygnąć kampanię morską przed przybyciem floty holenderskiej, sojusznika Duńczyków, rozpoczęli działania, wysyłając w maju z Göteborgu eskadrę adm. Erika Sjöblada (trzy okręty liniowe i 6 uzbrojonych statków), który miał dokonać ataków dywersyjnych na wybrzeżach duńskich w Kattegacie, a następnie przeprowadzić swoje okręty do Sztokholmu.
20 maja Sjöblad przybył do wybrzeży duńskich i posuwał się wolno wzdłuż nich, zatrzymywany przez częste cisze. 30 maja, niedaleko  Warnemünde dogoniła go eskadra Nielsa Juela; Juel od kilku dni płynął z Kopenhagi na spotkanie Szwedów, ale i jego spowalniał brak wiatru.
Duńczycy mieli przewagę pod każdym względem: 8 okrętów (wobec dwóch szwedzkich) niosło ponad 50 dział, łączna liczba armat floty duńskiej wynosiła 671 wobec 404 szwedzkich, przy czym Szwedzi dysponowali najwyżej dwunastofuntówkami, a okręty duńskie miały także działa 18- i 24-funtowe.

## Bitwa
31 maja powiał lekki wiatr i Sjöblad rozpoczął odwrót na północny wschód, ścigany przez Duńczyków. Bryza szybko ucichła i obie strony rozpoczęły holowanie okrętów łodziami okrętowymi. Ok. 7 wieczór najszybsze jednostki duńskie otworzyły ogień do pozostających w tyle okrętów szwedzkich; ok. północy pierwszy okręt, „Wrangels Pallats”, poddał się duńskiemu „Enighed”. Walka rozgorzała ponownie ok. 2.30 nad ranem, 1 czerwca. Korzystając z wiatru, Duńczycy doganiali uchodzące jednostki szwedzkie i kolejno je zdobywali. Największy liniowiec szwedzki, „Kalmarkastell” (72 działa), został przed poddaniem tak uszkodzony przez obrońców, że musiał wyrzucić się na brzeg. Ostatecznie Szwedzi stracili 7 okrętów, w tym flagowego „Amaranta”, a pozostałe uległy rozproszeniu. Duńskie straty były minimalne, ale Juel nie był zadowolony z mało agresywnej postawy kilku swoich dowódców i postawił ich przed sądem wojennym, który ukarał ich grzywnami.

## Skład flot w bitwie podMøn
Eskadra szwedzka
- „Amarant”, 46 dział (adm. Sjöblad)
- „Andromeda”, 52 działa
- „Wrangels Pallats”, 44 działa
- „Kalmarkastell”, 72 działa
- „Gustavus”, 48 dział
- „Rosa”, 46 dział
- „Hafsfru”, 46 dział
- „Engel Gabriel”, 32 działa
- „Grip”, 8 dział
- 1 brander, 11 mniejszych jednostek

Eskadra duńska
- „Christianus V”, 86 dział (adm. Juel)
- „Churprinds”, 74 działa
- „Gyldenlove”, 56 dział
- „Enighed”, 62 działa
- „Christianus IV”, 54 działa
- „Christiania”, 54 działa
- „Nelleblad”, 52 działa
- „Lindorm”, 50 dział
- „Neptunus”, 42 działa
- „Christiansand”, 40 dział
- „Hummer”, 37 dział
- „Havmand”, 34 działa
- „Havfru”, 30 dział
- 2 brandery, galera, galeota, 15 mniejszych jednostek